# Jordanus av Osnabrück
Jordanus av Osnabrück, född omkring 1220 i Osnabrück, död där 15 april 1284, var en tysk statsvetare av den teologiska och historiska skolan, känd för sina teorier om ”translatio imperii”.
Med sin korta skrift De praerogativa Romani imperii bildade Jordanus teorin om den teokratiska monarkin av Det Heliga Romerska riket som spreds under hög- och senmedeltiden, och som kommit att kallas translatio imperii. Enligt Jordanus berodde den tysk-romerske kejsarens legitimitet på att hans kejsardöme bebådades i Gamla testamentet, hade emanerat ur Rom, och genom Karl den store var det den östliga delen av riket som var arvsberättigad makten. Han studie, som på alla sätt tillbakavisas bestämt av Inge Jonsson, föranleddes av de komplicerade relationerna mellan Frankrikes och Tysklands kungadömen.